# Фернандес, Маурисио
 Маурисио Фернандес Кастильо  (род. 15 января 1987 года) — колумбийский пловец в ластах.

## Карьера
Участник и призёр Всемирных игр 2013 года. В предварительном раунде на Всемирных играх установил мировой рекорд в нырянии на 50 м. В финальном раунде Маурисио стал лишь третьим.
На чемпионате мира 2013 года на дистанции 50 м победил с мировым рекордом.
Является действующим обладателем мирового рекорда в нырянии на 50 м, а также в плавании на 50 м в ластах.
С чемпионата мира 2015 года увёз золото и бронзу.
На чемпионате 2016 года на дистанции 50 метров победил с мировым рекордом 15,00 с. Также установил мировой рекорд на дистанции 100 метров с аквалангом, но разделил первое место с Ким Таэ Кюном из Южной Кореи. В нырянии на 50 метров оказался вторым.